# L'Enfant guidait ses pas
L'Enfant guidait ses pas è un cortometraggio del 1909 diretto da Paul Gavault.
Prima proiezione: Pathé Grolée, Lione, 31 dicembre 1909.